# Grammond
Grammond település Franciaországban, Loire megyében. Lakosainak száma 885 fő (2022. január 1.). Grammond Châtelus, Chevrières, Fontanès, Marcenod, Saint-Christo-en-Jarez és Saint-Denis-sur-Coise községekkel határos.

## Népesség
A település népességének változása:
| Lakosok száma | 621  | 649  | 684  | 784  | 886  | 893  | 906  | 890  | 882  | 885  |
|               | 1968 | 1982 | 1990 | 2006 | 2013 | 2015 | 2017 | 2019 | 2020 | 2022 |